# Ján Eugen Kočiš

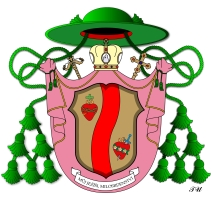
Bischofswappen

Ján Eugen Kočiš (* 25. Juni 1926 in Pozdišovce; † 4. Dezember 2019 in Prešov) war ein slowakischer Geistlicher und Weihbischof der ruthenischen griechisch-katholischen Kirche in Tschechien mit Sitz in Prag. Er war der zweitälteste lebende Bischof der byzantinischen Tradition weltweit.

## Leben
Ján Eugen Kočiš, jüngstes von acht Kindern, studierte Philosophie und Theologie am Priesterseminar in Prešov. Er empfing am 1. Januar 1951 mit Zustimmung von Bischof Pavol Peter Gojdič die Priesterweihe in der Krankenhauskapelle in Rožňava durch Bischof Róbert Pobožný. 1967 wurde er von Bischof Felix Maria Davídek in Brünn geheim zum Bischof geweiht. 1987 weihte er wiederum Bedrich Provazník zum Bischof. Nach der Gründung des griechisch-katholischen Bischofsvikarats in Prag im Jahr 1993 wurde er dessen Direktor und 1996 Generalvikar des neu gegründeten Prager Apostolischen Exarchats.
Papst Johannes Paul II. ernannte ihn am 24. April 2004 zum Weihbischof in Tschechien und Titularbischof von Abrittum. Der Apostolische Exarch von Serbien und Montenegro Djura Džudžar spendete ihm am 15. Mai desselben Jahres bedingungsweise erneut die Bischofsweihe; Mitkonsekratoren waren Ján Babjak SJ, Bischof von Prešov, und Ladislav Hučko, Apostolischer Exarch von Tschechien. Am 7. Oktober 2006 nahm Papst Benedikt XVI. sein aus Altersgründen vorgebrachtes Rücktrittsgesuch an.

### Opfer der Verfolgung
Ján Eugen Kočiš war ein Opfer der Verfolgung von Kirchen in den Jahren 1948 bis 1989. Die kommunistische Machtergreifung in der Tschechoslowakei und das Verbot der griechisch-katholischen Kirche erlebte Ján Eugen Kočiš als junger Priesteramtskandidat mit. Wie viele andere griechisch-katholische Geistliche, die sich der Unterdrückung ihrer Kirche durch den Staat widersetzten, wurde er verhaftet. 1953 wurde er freigelassen. Von 1955 bis 1958 konnte er im Untergrund leben und als Priester wirken. Er wurde mehrmals vor Gericht gestellt und schließlich zu vier Jahren Haft, Verlust der Bürgerrechte und fünf Jahren Aufenthaltsverbot in den Regionen Prešov und Košice verurteilt. Als politischer Gefangener der 1950er Jahre in der Tschechoslowakei musste er bei den Technischen Hilfsbataillonen der Tschechoslowakischen Volksarmee in Arbeitslagern in Böhmen leben und arbeiten, wo die „Feinde des Regimes“ interniert waren. Von 1960 bis 1968 musste er in Plynostav-Werk in Pardubice arbeiten.